# Stała grawitacji
Stała grawitacji, stała grawitacyjna (oznaczenie: G) – stała fizyczna służąca do opisu pola grawitacyjnego. Jako pierwszy wyznaczył ją Henry Cavendish, używając do tego wagi skręceń (eksperyment Cavendisha). Obecnie używana wartość została opublikowana w 2018 roku przez Komitet Danych dla Nauki i Techniki (CODATA) i wynosi:
{\displaystyle G=6{,}67430(15)\cdot 10^{-11}\operatorname {\frac {m^{3}}{kg\cdot s^{2}}} ,}
gdzie: s – sekunda, m – metr, kg – kilogram.
W astronomii użytecznie jest wyrazić stałą grawitacji jako:
{\displaystyle G=4{,}3\cdot 10^{-3}\operatorname {\frac {pc}{M_{\odot }}} \left(\operatorname {\frac {km}{s}} \right)^{2},}
gdzie {\displaystyle \mathrm {M} _{\odot }} to masa Słońca, zaś pc – parsek.
Zgodnie z prawem powszechnego ciążenia Newtona, dwa ciała punktowe (tzn. takie, że ich wzajemna odległość jest większa od ich własnych rozmiarów) o masach {\displaystyle m_{1}} i {\displaystyle m_{2},} odległe o {\displaystyle r,} działają na siebie z siłą, której wartość wynosi:
{\displaystyle F=G\,{\frac {m_{1}\,m_{2}}{r^{2}}}.}
Wzór ten można stosować również dla ciał o symetrii sferycznej. Wówczas {\displaystyle r} oznacza odległość pomiędzy środkami tych ciał.

## W fizyce kwantowej
Dla elektronów oddziaływanie grawitacyjne można uważać za egzotyczne ultrasłabe kulombowskie przyciągające oddziaływanie elektromagnetyczne (elektrostatyczne) 20. rzędu w stałej struktury subtelnej {\displaystyle \alpha .} Jak łatwo sprawdzić, zachodzi związek, który to wyraża
{\displaystyle G={\frac {4}{3{\sqrt[{38}]{2}}}}{\frac {\hbar c}{m_{e}^{2}}}\alpha ^{21}=1{,}30923\cdot {\frac {\hbar c}{m_{e}^{2}}}\alpha ^{21}=6{,}67433\cdot 10^{-11}\operatorname {\frac {m^{3}}{kg\,s^{2}}} ,}
lub inaczej wprost
{\displaystyle {\frac {Gm_{e}^{2}}{r^{2}}}={\frac {4}{3{\sqrt[{38}]{2}}}}{\frac {e^{2}}{4\pi \varepsilon _{0}r^{2}}}\alpha ^{20},}
definiujący też tzw. silną stałą grawitacji dla elektronu
{\displaystyle G_{s}={\frac {4}{3{\sqrt[{38}]{2}}}}{\frac {\hbar c}{m_{e}^{2}}}=4{,}98811\cdot 10^{34}\operatorname {\frac {m^{3}}{kg\,s^{2}}} .}
Kładąc {\displaystyle r={\bar {\lambda }}_{C},} gdzie {\displaystyle {\bar {\lambda }}_{C}=\lambda _{C}/2\pi } jest zredukowaną komptonowską długoscią fali, i przepisując równość w języku energii
{\displaystyle {\frac {Gm_{e}^{2}}{{\bar {\lambda }}_{C}}}={\frac {4}{3{\sqrt[{38}]{2}}}}{\frac {\hbar c}{{\bar {\lambda }}_{C}}}\alpha ^{21},}
otrzymujemy energię grawitacyjną oddziaływania dwóch elektronów względem nieskończoności w odległości równej zredukowanej komptonowskiej długości fali w postaci poprawki promienistej typu przesunięcia Lamba w elektrodynamice kwantowej jako
{\displaystyle E_{G}({\bar {\lambda }}_{C})=-{\frac {4}{3{\sqrt[{38}]{2}}}}\alpha ^{21}m_{e}c^{2},}
tzn. względem energii spoczynkowej elektronu.
Wynik ten można otrzymać w ramach kwantowej teorii cząstek elementarnych w teorii wszechświata pięciowymiarowego.
Daje ona odwrócone spektrum Rydberga cząstek elementarnych o masach {\displaystyle m_{n}}
{\displaystyle G={\frac {1}{2n^{2}}}{\frac {\hbar c}{m_{n}^{2}}},}
tzn. dla elektronu jako bardzo niskoenergetycznego wzbudzenia próżni
{\displaystyle n\approx \left({\frac {1}{\alpha }}\right)^{\frac {21}{2}}{\sqrt {\frac {3{\sqrt[{38}]{2}}}{8}}}\approx 16894315429949215866880.}
Podobne, choć trochę odchylone od wartości CODATA i bardziej skomplikowane, wyrażenie znaleziono też z prostych rozważań geometrycznych jako:
{\displaystyle G=4\pi ^{2}\alpha ^{2}e^{-{\frac {1}{{\sqrt {2}}\alpha }}}{\frac {\hbar c}{m_{e}^{2}}}=6{,}6202087\cdot 10^{-11}\operatorname {\frac {m^{3}}{kg\,s^{2}}} ,}
ustanawiające równanie nieliniowe na przybliżoną wartość stałej struktury subtelnej:
{\displaystyle {\frac {1}{3{\sqrt[{38}]{2}}}}\alpha ^{19}=\pi ^{2}e^{-{\frac {1}{{\sqrt {2}}\alpha }}}}
dające rozwiązanie: {\displaystyle \alpha =1/137{,}021676} wobec wartości CODATA {\displaystyle \alpha =1/137{,}035999.}
Można też zauważyć, że z bardzo dobrym przybliżeniem
{\displaystyle G={\frac {\varphi ^{2}}{2}}{\frac {\hbar c}{m_{e}^{2}}}\alpha ^{21}=6{,}67323\cdot 10^{-11}\operatorname {\frac {m^{3}}{kg\,s^{2}}} .}
gdzie {\displaystyle \varphi } to tzw. złota liczba. Wzór ten może być jeszcze poprawiony do perfekcyjnej 
wartości CODATA przez minimalnie podwyższający czynnik kolimujący z długim lecz bardzo łatwym do zapamiętania "odliczającym" ułamkiem {\displaystyle 2^{1/4321}}
{\displaystyle G=2^{1/4321}{\frac {\varphi ^{2}}{2}}{\frac {\hbar c}{m_{e}^{2}}}\alpha ^{21}=6{,}67430\cdot 10^{-11}\operatorname {\frac {m^{3}}{kg\,s^{2}}} .}